# Dick Lochte
Dick Lochte, pseudonimo di Richard Samuel Lochte (New Orleans, 19 ottobre 1944), è uno scrittore statunitense specializzato in narrativa poliziesca.

## Biografia
Nato nel 1944 a New Orleans, vive e lavora nella Southern California.
Dopo gli studi primari in una scuola gesuita, vince un premio letterario a soli 11 anni e completa la propria educazione laureandosi in giornalismo all'Università Tulane.
Dopo gli inizi come critico televisivo per la NBC e Playboy, si è trasferito in California dove ha intrapreso la carriera di giornalista freelance e di scrittore lavorando anche per il cinema e la televisione come sceneggiatore.
Presidente dell’American Crime Writers League ed editor per il Los Angeles Times, il suo romanzo Giorni da cane ha vinto il Premio Nero Wolfe nel 1985 ed è stato inserito nella lista dei "100 Migliori Gialli del Secolo" scelti dall'Indipendent Mistery Bookseller Association of America.

## Opere principali

### Romanzi

#### Serie Leo Bloodworth et Serendipity Dahlquist
- Sleeping Dog (1985)
  - Giorni da cane, Milano, Il Giallo Mondadori N. 1965, 1986
  - Can che dorme, Bologna, Meridiano Zero, 2014 ISBN 978-88-8237-303-0.
- Picnic all'isola dei morti (Laughing Dog, 1988), Milano, Il Giallo Mondadori N. 2002, 1989
- Rappin' Dog (2014)
- Diamond Dog (2014)

#### Serie Terry Manion
- Blue Bayou (1992)
- Sorriso di ghiaccio (The Neon Smile, 1995), Milano, Il Giallo Mondadori N. 2450, 1996 traduzione di Lidia Lax

#### Serie Los Angeles Legal Thriller Quartet (scritta con Christopher Darden)
- The Trials of Nikki Hill (1999)
- L.A. Justice (2001)
- The Last Defense (2002)
- Lawless (2004)

#### Serie Dave "Mace" Mason
- In the City of Angels (2001)
- Blues in the Night (2012)

#### Serie Billy Blessing (scritta con Al Roker)
- The Morning Show Murders (2009)
- The Midnight Show Murders (2010)
- The Talk Show Murders (2011)

#### Altri romanzi
- Death Mask (1971)
- Croaked! (2007)

### Racconti

#### Raccolte
- Lucky Dog, and Other Tales of Murder (2000)

#### Serie Leo Bloodworth et Serendipity Dahlquist
- Lucky Dog (1992)
- Mad Dog (1993)
- A Tough Case to Figure (1997)
- Rappin' Dog (1999)
- Diamond Dog (2005)
- Devil Dog (2007)

#### Serie Terry Manion
- Get the Message (1998)

#### Serie J. J. Legendre
- Murder at the Mardi Gras (2000)
- A Murder of Import (2000)

#### Altri racconti
- Medford & Son (1972)
- Sad-Eyed Blonde (1988)
- Vampire Dreams (1992)
- Catnip (2002)
- Low Tide (2003)
- The Death of Big Daddy (2006)
- The Movie Game (2010)

## Filmografia parziale
- Quella strana ragazza che abita in fondo al viale (The Little Girl Who Lives Down the Lane), regia di Nicolas Gessner (1976) (coautore del soggetto non accreditato)
- Amici e nemici (Escape to Athena), regia di George Pan Cosmatos (1979) (coautore del soggetto)

## Riconoscimenti
- Premio Nero Wolfe: 1985 per Giorni da cane